# Macocha (film 1914)
Macocha (jid. Di Sztifmuter) – polski film fabularny z 1914 roku w języku jidysz, oparty na utworze Jakuba Gordina.
Film nie zachował się do dziś.

## Obsada
- Ester Rachel Kamińska
- Ida Kamińska
- Regina Kamińska
- Lea Kompanijec
- Szaja Rotszejn
- Samuel Landau
- Herman Fiszelewicz
- Motl Ajzenberg